# Elias Constantino Pereira Filho
Elias Constantino Pereira Filho, genannt Elias, (* 13. Februar 1987 in Campos dos Goytacazes) ist ein brasilianischer Fußballspieler. Der Rechtsfüßer wird alternativ im offensiven Mittelfeld oder als Stürmer eingesetzt.

## Karriere
Elias startete seine Laufbahn 2008 beim unterklassigen EC São João da Barra. 2009 trat er mit dem Sampaio Corrêa FE in der dritten Division der Staatsmeisterschaft von Rio de Janeiro an. Ein Jahr später kam er zum Resende FC, mit welchem er in der obersten Spielklasse der Campeonato Carioca Spiele bestritt. Zum Beginn des Ligabetriebes 2010 wurde Elias von Resende an den Duque de Caxias FC in die Série B ausgeliehen. Beim 1:1 gegen den Ipatinga FC am 28. August 2010 wurde er in der 68. Minute zu seinem ersten Spiel in der Liga eingewechselt. 2011 wiederholte sich das Prozedere. Elias spielte mit Resende in der Carioca und wurde dann wieder ausgeliehen. Dieses Mal in die Série C an den Madureira EC.
Auch 2012 war seine erste Station sein Heimatklub und die Carioca. Danach erfolgte sein persönlicher Aufstieg in die höchste Spielklasse Brasiliens. Elias wurde an den EC Bahia ausgeliehen, welcher in der Saison ganz oben mitspielte. Sein erstes Spiel in der Série A betritt er am 17. Juni 2012. In dem Spiel gegen Sport Recife erzielte er auch sein erstes Tor in der Liga. In der 14. Minute erzielte er die 1:0-Führung (Entstand 2:1).
Die Saison 2013 lief für Elias wie vorangegangen, Start bei Resende und erneute Ausleihe. Seine nächste Station war der Botafogo FR in Rio de Janeiro. Zum Erreichen des vierten Tabellenplatzes in der Saison 2013 und somit der Qualifikation für die Copa Libertadores 2014 steuerte der Spieler in 25 Spielen zehn Tore bei. Mit Botafogo trat er 2014 noch in der Carioca an und gab sein Debüt auf internationaler Klubebene. In der Copa Libertadores spielte Elias am 30. Januar 2014 gegen Deportivo Quito. Noch im laufenden Wettbewerb wechselte er in die Volksrepublik China. Seine neue Heimat war der Jiangsu Suning in Nanjing. Sein erstes Spiel in der Chinese Super League betritt Elias am 8. März 2014 gegen Guizhou Renhe F.C. Er kam in der 58. Minute für Xiang Ji.
In der Winterpause 2014/15 kehrte Elias nach Brasilien zurück. Er ging zum Nova Iguaçu FC, mit welchem er wieder in der Carioca spielte. Danach folgte zum Start der Ligarunde wieder ein Wechsel. Der Figueirense FC spielte in der Campeonato Brasileiro Série A 2014 und übernahm den Spieler. Er kam hier aber nicht mehr zu regelmäßigen Einsätzen und wurde 2016 an den Sampaio Corrêa FC in die Série B ausgeliehen. Auch die Jahre 2017 und 2018 zeichneten sich durch weitere Klubwechsel aus, so ging für den Start in die Saison 2018 zum EC São Bento. Zur Meisterschaftsrunde wechselte Elias zum EC Juventude.
Die Saison 2019 lief Elias zunächst für den Villa Nova AC in der Staatsmeisterschaft von Minas Gerais auf. Im Anschluss wechselte er für die Meisterschaft in der Série B zu América Mineiro. Zu Einsätzen kam er bis zum Ende der Saison nicht mehr. Ohne zu Einsätzen gekommen zu sein, verließ Elias den Klub zum Jahreswechsel wieder. Der EC Jacuipense am 20. Januar 2020 gab seine Verpflichtung via Instagram bekannt. Anfang Dezember wechselte Elias erneut. Er unterzeichnete einen Kontrakt bei América FC (RN) für die Austragung der Série D. Im Februar 2021 unterzeichnete Elias zum zweiten Mal beim Madureira EC. Nach Austragung der Staatsmeisterschaft von Rio de Janeiro wechselte Elias erneut. Er ging zum zweiten Mal nach 2009 zum Sampaio Corrêa FE aus Saquarema. Mit diesem bestritt er in dem Jahr noch elf Spiele in der zweiten Liga der Staatsmeisterschaft von Rio und vier im Staatspokal von Rio de Janeiro. In beiden Wettbewerben erzielte er drei Tore.
Auch 2022 spielte er noch für drei unterklassige Klubs. Für AD Ferroviária in der Staatsmeisterschaft von Espírito Santo (neun Spiele, ein Tor), Sampaio Corrêa FE in der Staatsmeisterschaft von Rio de Janeiro – Série A2 (sieben Spiele, vier Tore) und im Staatspokal (zwei Spiele, kein Tor) sowie bei der AF Pérolas Negras in der Staatsmeisterschaft von Rio de Janeiro – Série B1 (13 Spiele, fünf Tore). Für 2023 kehrte er wieder zu Sampaio Corrêa FE zurück. In der zweiten Liga der Staatsmeisterschaft kam er zu zwölf Spielen und zwei Toren, hinzu kamen zwei Spiele im Achtelfinale des Staatspokals von Rio de Janeiro. Diese Wechselspielchen in unterklassigen Klubs gingen fortan weiter.

## Erfolge
Madureira
- Staatspokal von Rio de Janeiro: 2011